# Nakaibito, New Mexico
Nakaibito, New Mexico (енгл. Nakaibito) насељено је место без административног статуса у америчкој савезној држави Њу Мексико.

## Демографија
По попису из 2010. године број становника је 466, што је 11 (2,4%) становника више него 2000. године.
| Група             | 2000.    | 2010.     |
| Белци             | 2 (0,4%) | 1 (0,2%)  |
| Афроамериканци    | 0 (0,0%) | 0 (0,0%)  |
| Азијати           | 1 (0,2%) | 0 (0,0%)  |
| Хиспаноамериканци | 7 (1,5%) | 16 (3,4%) |
| Укупно            | 455      | 466       |